# Tillandsia chusgonensis
Tillandsia chusgonensis là một loài thực vật có hoa trong họ Bromeliaceae. Loài này được L.Hrom. mô tả khoa học đầu tiên năm 2005.